# Stand by Me (Ben E. King)
Stand by Me è una canzone di Ben E. King, scritta da Ben E. King e Jerry Leiber per il testo, mentre la musica è di Mike Stoller per i Drifters, e pubblicata per la prima volta nel 1961 da Ben E. King.
Ha raggiunto la top ten dei singoli più venduti negli Stati Uniti per due volte, nel 1961 e nel 1986, in occasione dell'uscita del film Stand by Me - Ricordo di un'estate ed il primo posto nella classifica britannica (Official Singles Chart per tre settimane) ed irlandese.
"Stand by Me" di Ben E.King  in realtà è stata scritta elaborando (come spesso si faceva in quegli anni) il bellissimo gospel – cioè un canto religioso dei neri americani – "Lord Stand By Me" che, successivamente, nel 1990, è stato inciso dal reverendo James Cleveland.

## Tracce
7" Single
1. Stand by Me - 2:55
2. The Coasters - Yakety Yak - 1:49

12" Maxi
1. Stand by Me - 3:35
2. The Coasters - Yakety Yak - 2:49
3. Don't Play That Song (You Lied) - 2:50

## Classifiche
| Classifica (1961) | Posizione più alta |
| ----------------- | ------------------ |
| Svizzera          | 3                  |
| Germania          | 2                  |
| Austria           | 7                  |
| Francia           | 20                 |
| Paesi Bassi       | 7                  |
| Svezia            | 8                  |
| Norvegia          | 9                  |

## Cover di John Lennon
Tra le numerose cover del brano che sono state pubblicate, la versione più nota è quella di John Lennon, giunta alla ventesima posizione dei singoli più venduti nel Regno Unito.

## Altre cover
- 1962 - Adriano Celentano con I Ribelli (EP) dal titolo Pregherò, testo di Don Backy, pubblicato in Spagna (Vergara – 35.6.007 C), inserito nell'album del 1965 Adriano Celentano e i Ribelli (Clan Celentano – ACC-S/LP- 40002).
- 1962 - Mel "Pigue" Robbins nell'album Hully Gully to the Hits (Smash Records – MGS 27012).
- 1962 - Teacho Wiltshire Orchestra nell'album George Hudson Presents Give 'Em Soul (Capitol Records – T 1730).
- 1962 - Carl Holmes & The Commanders nell'album Twist Party at the Roundtable (Atlantic Records – 8060)
- 1962 - Gene Chandler nell'album The Duke of Earl (Vee Jay Records – VJLP 1040).
- 1963 - Al Grey nell'album Having a Ball (Argo Records – LP-718).
- 1964 - Earl Grant  nell'album Just One More Time and Other Instrumental Favorites (Decca Records – DL 4576).
- 1964 - Drafi Deutscher in tedesco con il titolo Komm zu mir nell'album Drafi Deutscher (Decca Records – BLK 16 304-P), pubblicato in Germania.
- 1964 - Otis Redding nell'album Pain in my Heart (ATCO Records – 33-161).
- 1964 - Barbara Lewis nell'album Snap Your Fingers - Barbara Lewis Sings The Great Soul Tunes (Atlantic Records – 8090).
- 1965 - Little Eva incide il brano per l'etichetta "Amy" con l'orchestrazione di Bassett Hand, che è inserito, nello stesso anno, nella compilation "An Album full of Soul" edita da "Stateside".
- 1965 - Steve Alaimo con il titolo Quédate conmigo EP, pubblicato in Messico (Gamma - GX 07 100); album Starring Steve Alaimo (ABC-Paramount – ABC-501).
- 1965 - Billy Thorpe and The Aztecs (EP) (Parlophone – GEPO-70025); album Billy Thorpe and The Aztecs (Parlophone – PMCO 7525), pubblicato in Australia.
- 1965 - The Kingsmen nell'album The Kingsmen on Campus (Wand – WDM 670), pubblicato nel Regno Unito, Stati Uniti d'America, Canada.
- 1966 - Jerry Williams nell'album Jerry Williams (Sonet – SLP-55).
- 1966 - Sin-Say-Shuns nell'album I'll Be There (Venett Records – VS-940).
- 1966 - Pete Fountain nell'album A Taste of Honey (Coral – CRL 57486).
- 1966 - The Caretakers nell'album The Caretakers (Swedisc – SWELP C51), pubblicato in Svezia e Francia.
- 1966 - Spyder Turner (45 giri) (MGM Records – K 13617) inserito nell'album del 1967 Stand by me (MGM Records – E-4450).
- 1966 - Sonny & Chér (45 giri) uscito in Giappone (Atlantic Records – DAT 1003); album The Wondrous World Of Sonny & Cher (ATCO Records - 33-183), pubblicato in Francia, Canada, Regno Unito e Stati Uniti d'America.
- 1967 - The Cake nell'album The Cake (Decca Records – DL 4927).
- 1967 - The Walker Brothers, EP (Philips – 434 580 BE); album Images (Philips – BL 7770).
- 1967 - The Lords IV nell'album Good Side of June (Columbia Records – SMC 74 244), pubblicato in Germania.
- 1970 - Rita Pavone incide la cover in italiano, 45 giri, intitolata Stai con me testo di Franca Evangelisti  (RCA Italiana, PM 3556), inserita nell'album Gli Italiani vogliono cantare (RCA Italiana, LP8S 21139).
- 1984 - Claudia Mori fece una cover del brano in italiano dal titolo Pregherò, testo di Don Backy, inserita nell'album Claudia canta Adriano (CGD – 30 CGD 20443).
- 1987 - U2 nel triplo album Rock's Hottest Ticket (Spacematic Records – 198-70606).
- 1988 - Bruce Springsteen nell'album promozionale Reggae 'N' Soul, uscito nei Paesi Bassi (Thunder Records – BIN 65).
- 1989 - Roby & Brina nell'album Profumo italiano (Tema Records – TMMD 501).
- 1990 - Los Juniors nell'album Un toque de calidad (Discos Arrebato – A-008-L), pubblicato in Spagna.
- 1992 - Pennywise in un 45 giri (Theologian Records – T-2), inserita nell'album Wildcar (Theologian Records – T-3)
- 1996 - Timon e Pumbaa, i due simpatici personaggi del film Il re leone della Walt Disney Company, hanno cantato una cover-parodia di Stand By Me, incisa nella loro VHS In giro per il mondo con Timon & Pumbaa, uscita da Disney Video nel 1996.
- 1996 - Lara Fabian inserì nell'album Pure la canzone Humana, rifacentesi nella melodia in maniera abbastanza evidente alla canzone Stand By Me.
- Nel 2007 Gigi D'Agostino ne ha fatto una cover nell'album Lento Violento... e altre storie. Nello stesso anno Sean Kingston ha pubblicato il singolo Beautiful Girls, il quale campiona la sezione ritmica e il basso di Stand by Me.[7]
- Nel 2009 il gruppo statunitense Bon Jovi, insieme con il cantante di origini iraniane Andy Madadian, ha realizzato una versione di questa canzone in sostegno al popolo iraniano. Nel 2010 Lady Gaga e Sting hanno cantato questa canzone durante la cerimonia di beneficenza Rainforest a Nuova York.
- Nel 2009 il gruppo a cappella  Home Free ha inserito una versione di questa canzone nell'album Kickin'It Old School (data di uscita 30 marzo 2009).
- 2010 - Prince Royce nell'album Prince Royce (Top Stop Music – 85547300203), pubblicato in Messico, Cile, Venezuela e Stati Uniti d'America.
- Lemmy Kilmister dei Motörhead ne ha eseguita una per il film Extremely Sorry accompagnato tra gli altri, da Dave Lombardo alla batteria.
- Il brano è stato eseguito anche dal super gruppo di artisti di strada Playing for Change e da Tracy Chapman.
- Ki:Theory (alias Joel Burleson) ha inciso una cover in versione rock alternativo ed elettronico, contenuta nell'album KITTY HAWK pubblicato nell'ottobre 2013. La canzone è stata utilizzata come colonna sonora per il terzo episodio della seconda stagione di The Following.
- Gli Imagine Dragons durate alcuni concerti hanno eseguito la celebre canzone.
- Nel 2016 i Florence and the Machine hanno partecipato alla produzione di una cover di questo brano, che è stato selezionato per essere inserito all'interno del videogioco Final Fantasy XV. La traccia è stata mostrata per la prima volta durante l'evento "Uncovered: Final Fantasy XV" il 30 marzo 2016[8][9].
- Amy Lee ha registrato una cover del brano, pubblicata nell'album di musica per bambini Dream Too Much, 30 settembre 2016[10][11].
- Il 19 maggio del 2018, durante la cerimonia delle nozze reali tra il principe Harry e Meghan Markle, è eseguita in versione gospel dal Kingdom Choir nella cappella di san Giorgio del castello di Windsor.
- xxxx - The Devil's Group nell'album Hit Parade International (Westminster London – 20145).